# Graphogaster vestita
Graphogaster vestita là một loài ruồi trong họ Tachinidae.